# Diego Godín
Diego Roberto Godín Leal (phát âm tiếng Tây Ban Nha: [ˈdjeɣo ɣoˈðin]; sinh ngày 16 tháng 2 năm 1986) là một cựu cầu thủ bóng đá chuyên nghiệp người Uruguay từng thi đấu ở vị trí trung vệ.
Godín dành phần lớn thời gian chơi bóng tại Tây Ban Nha, khi chơi cho Villarreal và Atlético Madrid và giành được 5 danh hiệu lớn nhỏ cùng các CLB này.
Anh và João Miranda là trụ cột ở hàng phòng ngự của Atlético Madrid, góp công lớn vào chức vô địch của CLB này mùa giải 2013-2014. Anh cũng lọt vào đội hình tiêu biểu của năm La Liga do Liên đoàn bóng đá Hoàng gia Tây Ban Nha (LFP) bình chọn.

## Sự nghiệp câu lạc bộ

### Uruguay và Villarreal
Godín bắt đầu sự nghiệp chuyên nghiệp của mình với Cerro ở tuổi 17. Sau những màn trình diễn tốt của mình, anh ấy được chuyển đến đội bóng mạnh Primera División Nacional, nơi anh ấy nhanh chóng trở thành đội trưởng do sự trưởng thành và chuyên nghiệp của mình.
Vào tháng 8 năm 2007, Godín ký hợp đồng 5 năm với đội bóng La Liga Villarreal, ghi bàn chỉ trong trận đấu thứ hai của anh ấy, trận thua 3–2 trước Osasuna vào ngày 7 tháng 10, và tham gia với 24 trận đấu tốt nhất của họ. vị trí giải đấu từng (thứ hai). Anh ấy đã củng cố vị trí xuất phát của mình trong những mùa giải tiếp theo, chủ yếu hợp tác với Gonzalo Rodríguez người Argentina ở trung tâm của bộ tứ vệ.

### Atlético Madrid

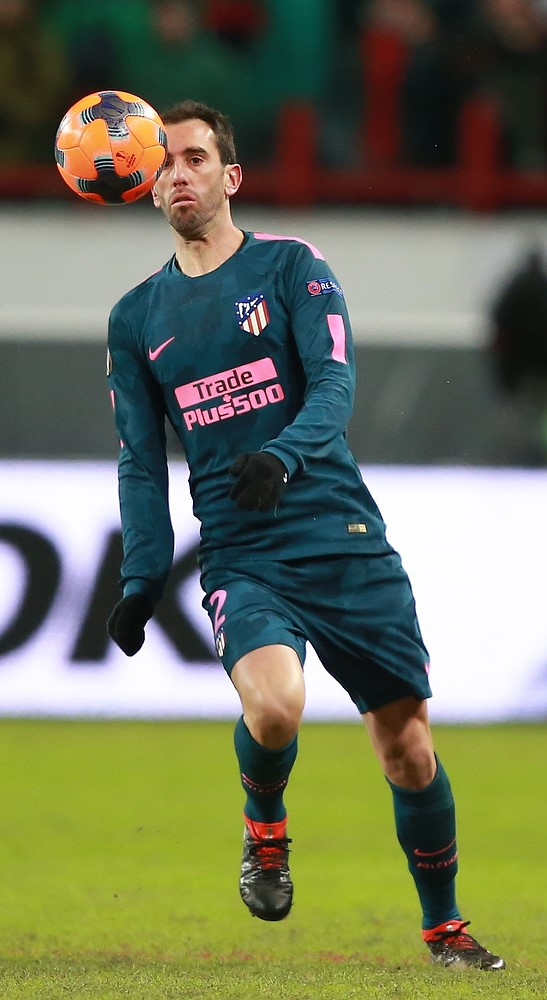
Godín thi đấu cho Atlético năm 2018.

Vào ngày 4 tháng 8 năm 2010, sau khi trải qua mùa giải tốt nhất của anh ấy tại Villarreal - 36 trận, ba bàn thắng - Godín gia nhập đội bóng đồng hương Atlético Madrid theo hợp đồng 5 năm, sau khi hai câu lạc bộ đồng ý mức phí ban đầu được cho là khoảng 8 triệu euro hoặc bảng Anh . 6,6 triệu.  Anh có trận ra mắt chính thức cho Colchoneros vào ngày 27, chơi toàn bộ chiến thắng 2–0 trước Inter Milan ở Siêu cúp châu Âu.
Godín ký hợp đồng mới với Atlético vào ngày 1 tháng 11 năm 2013, giữ anh ấy ở lại câu lạc bộ cho đến năm 2018.  Anh ấy đã ghi bốn bàn thắng ở giải đấu trong suốt chiến dịch, bao gồm một bàn vào ngày thi đấu cuối cùng vào ngày 17 tháng 5 2014 gặp Barcelona , trận đấu cân bằng tỷ số 1–1 để giúp đội bóng của anh ấy có chức vô địch giải đấu đầu tiên sau 18 năm.  Một tuần sau, một lần nữa thông qua một cú đánh đầu, anh ấy lặp lại kỳ tích trong trận chung kết UEFA Champions League để đưa đội của mình vượt lên dẫn trước, nhưng cuối cùng Real Madrid đã giành chiến thắng với tỷ số 4–1.
Vào năm 2015, Godín từ chối chuyển đến Manchester City, được huấn luyện bởi cựu huấn luyện viên Villarreal, Manuel Pellegrini. Vào ngày 28 tháng 10 năm 2017, anh trở thành cầu thủ nước ngoài có nhiều lần ra sân nhất cho câu lạc bộ, vượt qua người đồng đội Luis Perea sau lần thứ 315 trong trận gặp Villarreal; anh được đề cử cho giải thưởng Quả bóng vàng 2016 và 2018.
Vào ngày 20 tháng 2 năm 2019, Godín ghi bàn thắng thứ hai trong chiến thắng 2–0 trên sân nhà trước Juventus ở vòng 16 đội Champions League. Vào ngày 7 tháng 5, cầu thủ 33 tuổi thông báo anh sẽ rời câu lạc bộ sau chín năm và vào ngày 1 tháng 6, anh đã trao lại chiếc băng đội trưởng cho Koke trong trận hòa 1-1 với Sevilla.

### Inter Milan
Vào ngày 1 tháng 7 năm 2019, Inter Milan thông báo họ đã ký hợp đồng với Godín miễn phí theo hợp đồng có thời hạn 3 năm.  Có thông tin rằng anh ấy đã đồng ý với một hợp đồng trước vào tháng Giêng trước đó.  Anh có trận ra mắt ở Serie A vào ngày 1 tháng 9, vào sân thay cho Antonio Candreva trong 11 phút cuối cùng trong chiến thắng 2-1 tại Cagliari .
Trong mùa giải mà Inter kém nhà vô địch Juventus một điểm, Godín ghi bàn thắng đầu tiên cho Nerazzurri vào ngày 13 tháng 7 năm 2020 trong chiến thắng 3-1 trên sân nhà trước Torino. Vào ngày 21 tháng 8, anh gỡ hòa trước Sevilla trong trận Chung kết UEFA Europa League 2020 tại Cologne, thất bại 3-2 cho đội bóng của anh ấy; chỉ có năm người đàn ông khác đã ghi bàn trong các trận chung kết của hai giải đấu hàng đầu của bóng đá châu Âu.

### Cagliari
Vào ngày 24 tháng 9 năm 2020, Godín gia nhập Cagliari theo hợp đồng ba năm.  Anh chơi trận đầu tiên cho họ vào ngày 4 tháng 10, trong trận thua 5–2 trước Atalanta , nơi anh cũng ghi bàn.
Godín rời đi vào ngày 12 tháng 1 năm 2022 theo thỏa thuận chung.

### Atlético Mineiro
Vào ngày 12 tháng 1 năm 2022, Godín 36 tuổi đã đồng ý thỏa thuận một năm với Atlético Mineiro. Anh ghi bàn trong trận ra mắt vào ngày 6 tháng 2, trong chiến thắng 3–0 trước Patrocinense tại Campeonato Mineiro.

## Thống kê sự nghiệp
Tính đến 16 tháng 5 năm 2021
| Câu lạc bộ          | Mùa giải            | Giải đấu                   | Giải đấu      | Giải đấu     | Cúp quốc gia  | Cúp quốc gia | Châu lục      | Châu lục     | Khác          | Khác         | Tổng cộng     | Tổng cộng    |
| Câu lạc bộ          | Mùa giải            | Giải đấu                   | Số lần ra sân | Số bàn thắng | Số lần ra sân | Số bàn thắng | Số lần ra sân | Số bàn thắng | Số lần ra sân | Số bàn thắng | Số lần ra sân | Số bàn thắng |
| ------------------- | ------------------- | -------------------------- | ------------- | ------------ | ------------- | ------------ | ------------- | ------------ | ------------- | ------------ | ------------- | ------------ |
| Cerro               | 2003                | Uruguayan Primera División | 2             | 0            | 0             | 0            | 0             | 0            | 0             | 0            | 2             | 0            |
| Cerro               | 2004                | Uruguayan Primera División | 14            | 0            | 1             | 0            | 0             | 0            | 0             | 0            | 15            | 0            |
| Cerro               | 2005                | Uruguayan Primera División | 17            | 1            | 0             | 0            | 0             | 0            | 0             | 0            | 17            | 1            |
| Cerro               | 2005–06             | Uruguayan Primera División | 30            | 5            | 0             | 0            | 0             | 0            | 0             | 0            | 30            | 5            |
| Cerro               | Tổng cộng           | Tổng cộng                  | 63            | 6            | 1             | 0            | 0             | 0            | 0             | 0            | 64            | 6            |
| Nacional            | 2006–07             | Uruguayan Primera División | 26            | 0            | 4             | 0            | 16            | 2            | 0             | 0            | 46            | 2            |
| Nacional            | Tổng cộng           | Tổng cộng                  | 26            | 0            | 4             | 0            | 16            | 2            | 0             | 0            | 46            | 2            |
| Villarreal          | 2007–08             | La Liga                    | 24            | 1            | 3             | 0            | 7             | 0            | 0             | 0            | 34            | 1            |
| Villarreal          | 2008–09             | La Liga                    | 31            | 0            | 0             | 0            | 7             | 0            | 0             | 0            | 38            | 0            |
| Villarreal          | 2009–10             | La Liga                    | 36            | 3            | 2             | 0            | 6             | 0            | 0             | 0            | 44            | 3            |
| Villarreal          | Tổng cộng           | Tổng cộng                  | 91            | 4            | 5             | 0            | 20            | 0            | 0             | 0            | 116           | 4            |
| Atlético Madrid     | 2010–11             | La Liga                    | 25            | 0            | 1             | 1            | 3             | 1            | 1             | 0            | 30            | 2            |
| Atlético Madrid     | 2011–12             | La Liga                    | 27            | 2            | 1             | 0            | 13            | 1            | 0             | 0            | 41            | 3            |
| Atlético Madrid     | 2012–13             | La Liga                    | 35            | 1            | 5             | 0            | 1             | 0            | 1             | 0            | 42            | 1            |
| Atlético Madrid     | 2013–14             | La Liga                    | 34            | 4            | 5             | 2            | 10            | 2            | 2             | 0            | 51            | 8            |
| Atlético Madrid     | 2014–15             | La Liga                    | 34            | 3            | 3             | 0            | 9             | 1            | 2             | 0            | 48            | 4            |
| Atlético Madrid     | 2015–16             | La Liga                    | 31            | 1            | 3             | 0            | 12            | 0            | 0             | 0            | 46            | 1            |
| Atlético Madrid     | 2016–17             | La Liga                    | 31            | 3            | 5             | 0            | 11            | 0            | 0             | 0            | 47            | 3            |
| Atlético Madrid     | 2017–18             | La Liga                    | 30            | 0            | 3             | 1            | 12            | 0            | 0             | 0            | 45            | 1            |
| Atlético Madrid     | 2018–19             | La Liga                    | 30            | 3            | 2             | 0            | 6             | 1            | 1             | 0            | 39            | 5            |
| Atlético Madrid     | Tổng cộng           | Tổng cộng                  | 277           | 17           | 28            | 4            | 77            | 6            | 7             | 0            | 389           | 26           |
| Inter Milan         | 2019–20             | Serie A                    | 23            | 1            | 2             | 0            | 11            | 1            | —             | —            | 36            | 2            |
| Cagliari            | 2020–21             | Serie A                    | 28            | 1            | 0             | 0            | —             | —            | —             | —            | 28            | 1            |
| Cagliari            | 2021–22             | Serie A                    | 11            | 0            | 1             | 0            | —             | —            | —             | —            | 12            | 0            |
| Cagliari            | Total               | Total                      | 39            | 1            | 1             | 0            | —             | —            | —             | —            | 40            | 1            |
| Atlético Mineiro    | 2022                | Série A                    | 0             | 0            | 0             | 0            | 0             | 0            | 3             | 1            | 3             | 1            |
| Tổng cộng sự nghiệp | Tổng cộng sự nghiệp | Tổng cộng sự nghiệp        | 508           | 29           | 40            | 4            | 124           | 9            | 7             | 0            | 679           | 42           |

### Bàn thắng quốc tế
| #  | Ngày                 | Địa điểm                                      | Đối thủ              | Bàn thắng | Kết quả | Giải đấu                 |
| -- | -------------------- | --------------------------------------------- | -------------------- | --------- | ------- | ------------------------ |
| 1. | 27 tháng 5 năm 2006  | Sân vận động Crvena Zvezda, Belgrade, Serbia  | Serbia và Montenegro | 1–1       | 1–1     | Giao hữu                 |
| 2. | 16 tháng 8 năm 2006  | Sân vận động Alexandria, Alexandria, Ai Cập   | Ai Cập               | 0–1       | 0–2     | Giao hữu                 |
| 3. | 18 tháng 10 năm 2006 | Sân vận động Centenario, Montevideo, Uruguay  | Venezuela            | 1–0       | 4–0     | Giao hữu                 |
| 4. | 24 tháng 6 năm 2014  | Arena das Dunas, Natal, Brasil                | Ý                    | 0–1       | 0–1     | World Cup 2014           |
| 5. | 8 tháng 10 năm 2015  | Sân vận động Hernando Siles, La Paz, Bolivia  | Bolivia              | 0–1       | 0–2     | Vòng loại World Cup 2018 |
| 6. | 13 tháng 10 năm 2015 | Sân vận động Centenario, Montevideo, Uruguay  | Colombia             | 1–0       | 3–0     | Vòng loại World Cup 2018 |
| 7. | 17 tháng 11 năm 2015 | Sân vận động Centenario, Montevideo, Uruguay  | Colombia             | 1–0       | 3–0     | Vòng loại World Cup 2018 |
| 8. | 6 tháng 6 năm 2016   | Sân vận động Đại học Phoenix, Phoenix, Hoa Kỳ | México               | 1–1       | 1–3     | Copa América Centenario  |

## Danh hiệu

### Câu lạc bộ

#### Nacional
- Liguilla 2007

#### Atlético Madrid
- UEFA Europa League: 2011–12, 2017–18
- La Liga: 2013–14
- UEFA Super Cup: 2012, 2018
- Copa del Rey: 2012–13

### Quốc tế
- Copa América: 2011